# Isla Graham (Canadá)
La isla Graham (en inglés, Graham Island, también conocida como Haida Gwaii, «tierra de los haida») es una gran isla próxima a la costa oeste de Canadá (2.608 km²), la mayor de las dos grandes islas del archipiélago de Haida Gwaii, perteneciente a la provincia de la Columbia Británica. 
La isla está separada del continente por el estrecho de Hecate y, al sur, un estrecho canal, el Skidegate Channel, la separa de la otra gran isla del archipiélago de Haida Gwaii, la isla Moresby —o Gwaii Haanas, en la lengua de los haida— y de la más pequeña isla Chaatl. Al norte, el Dixon Entrance la separa de la isla del Príncipe de Gales, una isla perteneciente ya al estado de Alaska.
En la parte nororiental de la isla se ha establecido el parque provincial Naikoon. En la parte septentrional, hay un profundo y estrecho entrante, el Masset Inlet, que da acceso a un casi lago interior, en la parte central de la isla, donde están los asentamientos de Port Clements y Juskatla. En la costa occidental, la que abre al Pacífico, están la bahía de Beresford y, más al sur, el Rennell Sound.
La costa occidental es más accidentada y en ese lado de la isla están las cordilleras de la Reina Carlota (Queen Charlotte Ranges)
Pertenece al Distrito Regional de Skeena-Reina Carlota y según Statistics Canada su población era de 4.475 en el censo de 2001. La isla Graham, por superficie, es la isla 101.ª del mundo y la 22ª de Canadá. Fue nombrado en honor a James Graham, que fue Primer lord del Almirantazgo de Inglaterra, responsable de la Marina Real del país. 

## Comunidades
- Juskatla
- Massett
- Port Clementss
- Queen Charlotte City
- Skidegate
- Tlell

## Atracciones
- Naikoon Provincial Park
- North Beach
- Kano Inlet